# Château de la Barde (Saint-Crépin-de-Richemont)
Pour les articles homonymes, voir Château de la Barde.
Le château de la Barde est un château français qui se situe en région Nouvelle-Aquitaine, dans le département de la Dordogne, sur la commune de Saint-Crépin-de-Richemont.

## Présentation
Le château de la Barde date du XVe siècle. Il est implanté dans le parc naturel régional Périgord-Limousin, environ un kilomètre au nord-est du village de Saint-Crépin-de-Richemont, en bordure du ruisseau le Boulou. C'est une propriété privée.
Il est formé d'un haut logis orienté est-ouest et flanqué de deux tours moins élevées, le tout ceinturé de mâchicoulis.

## Historique

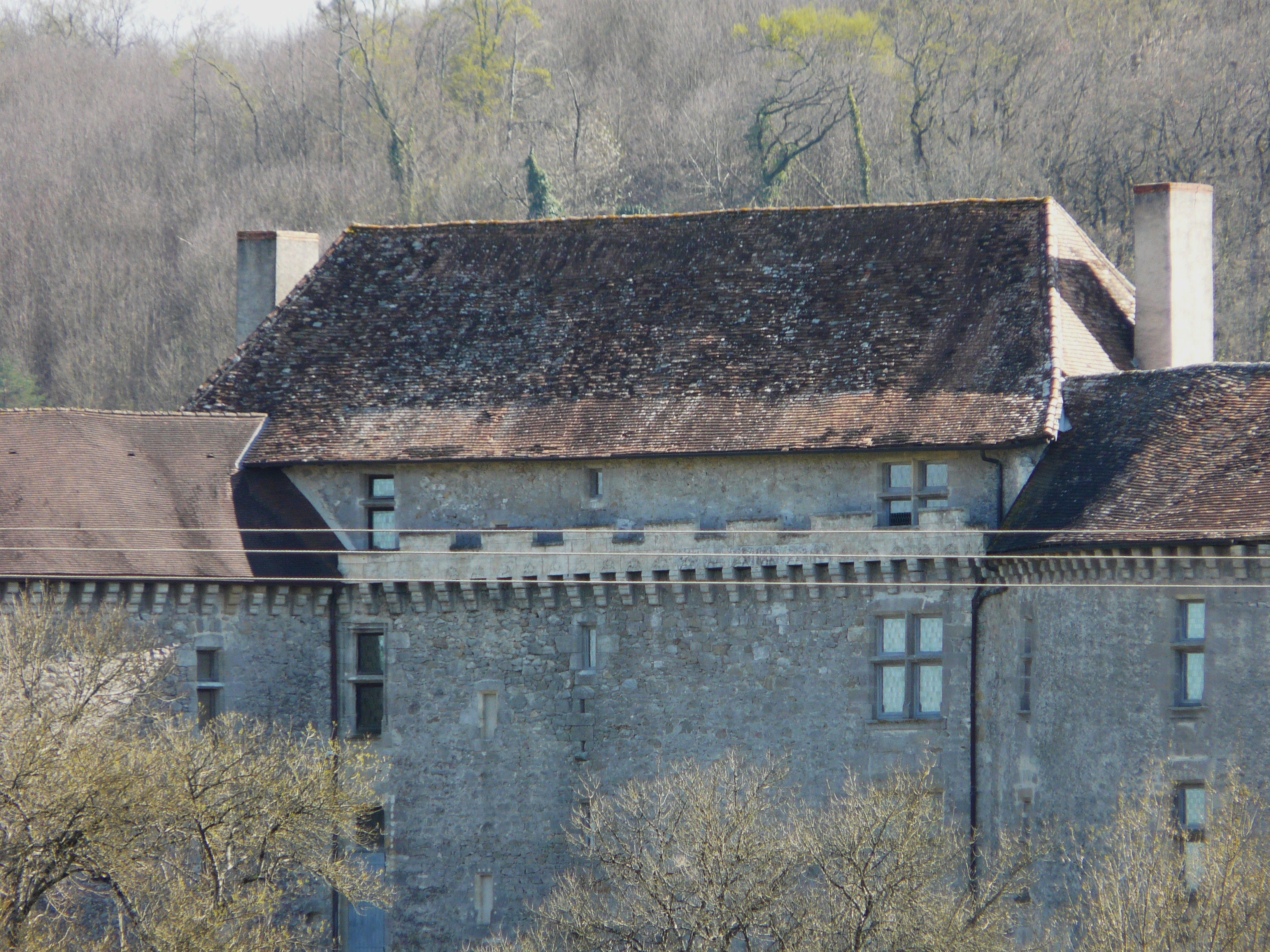
La partie supérieure du logis.
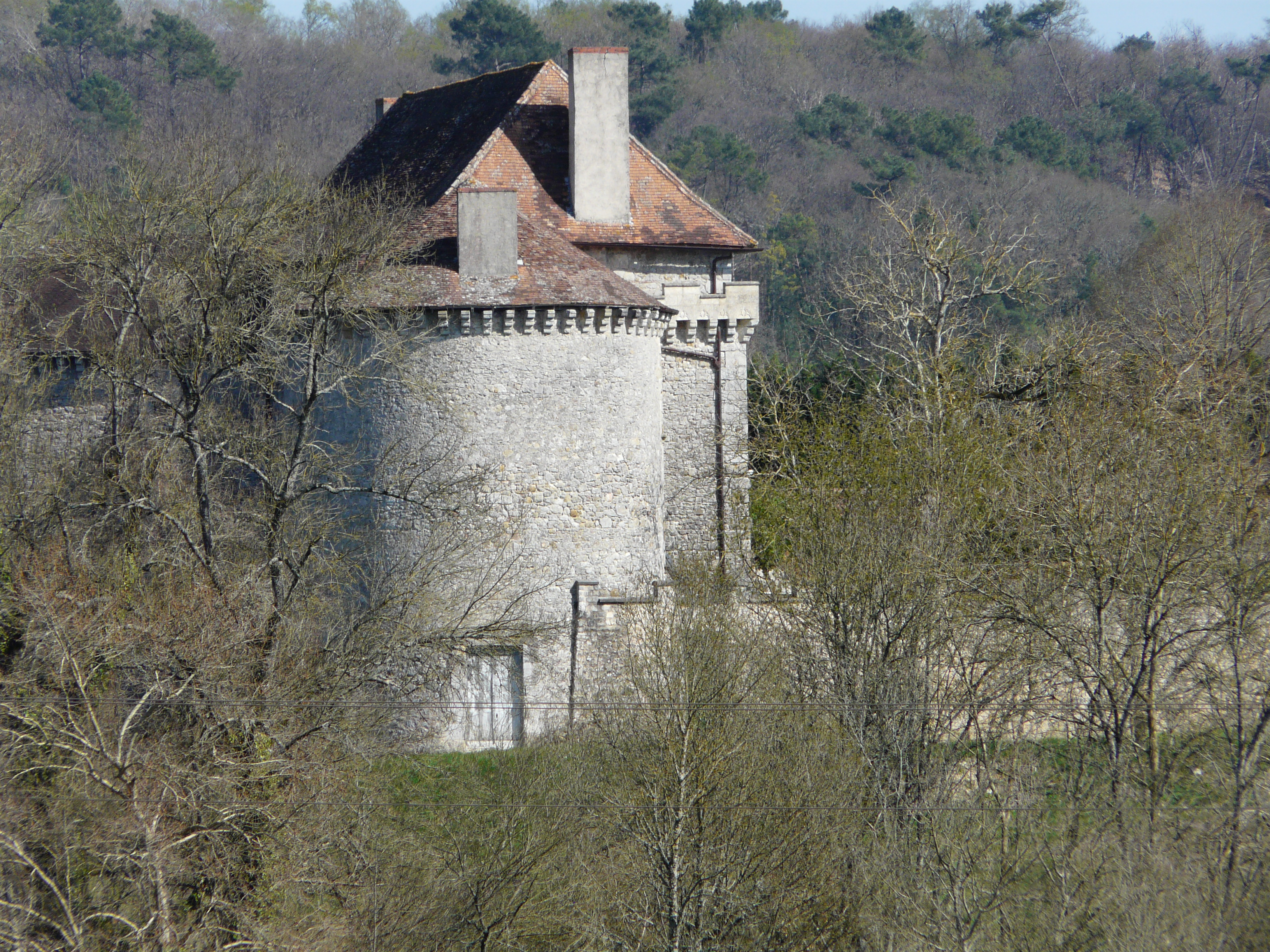
La tour ouest.
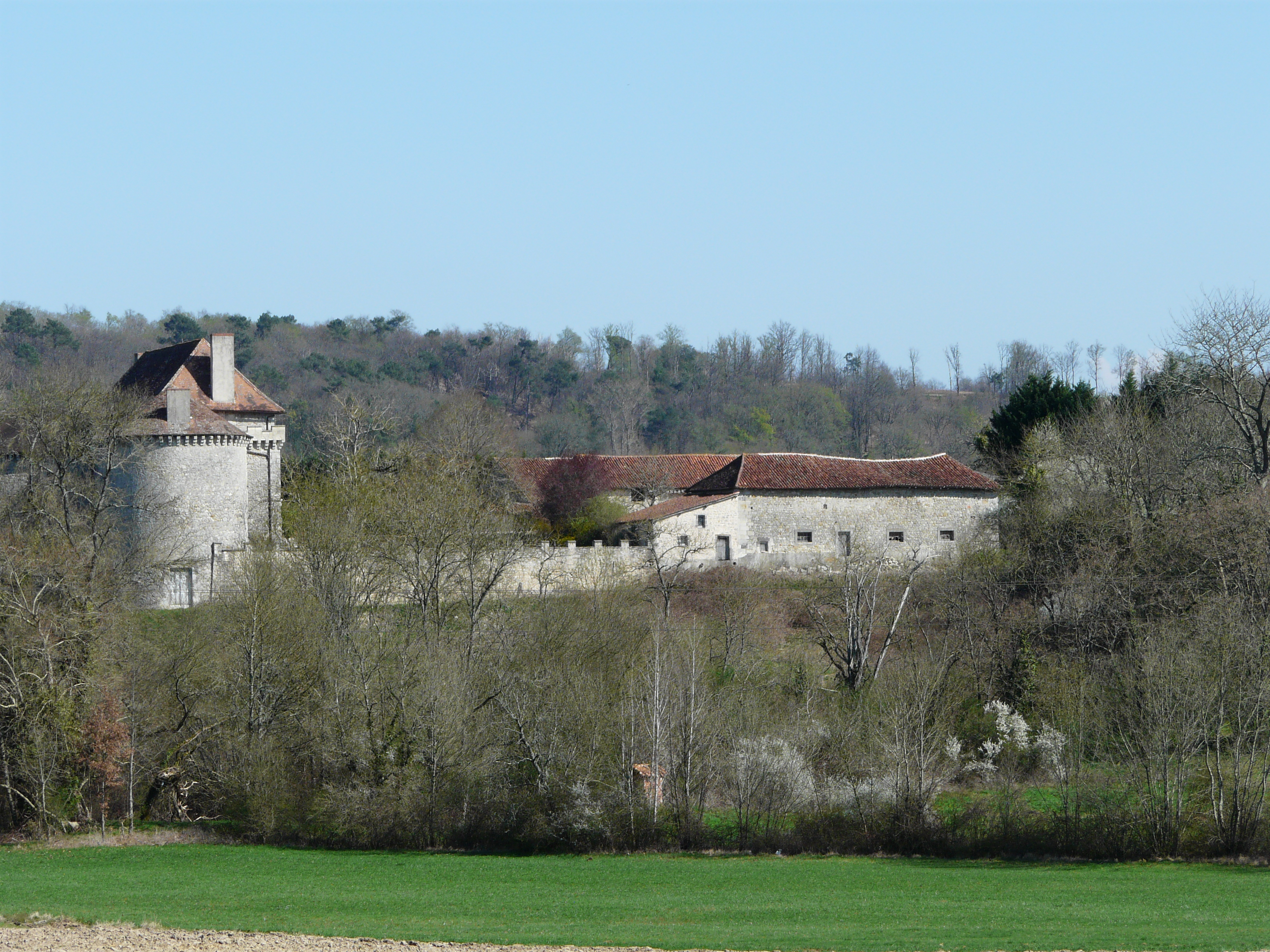
Côté ouest, la tour et les dépendances.